# Butzové z Rolsbergu

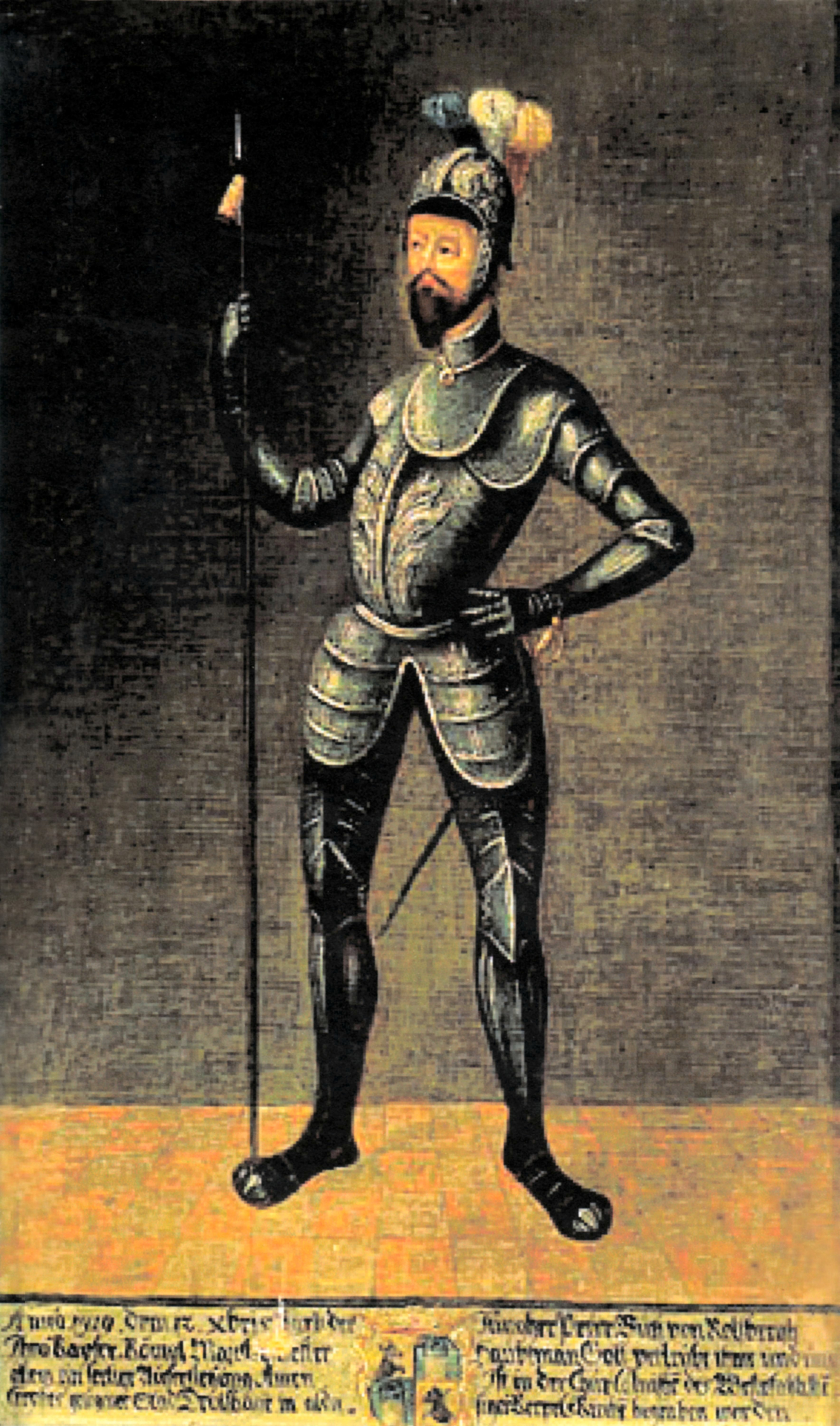
Petr Butz z Rohlsberghu v brnění z počátku 15. stol., vyobrazení ze 17. stol.

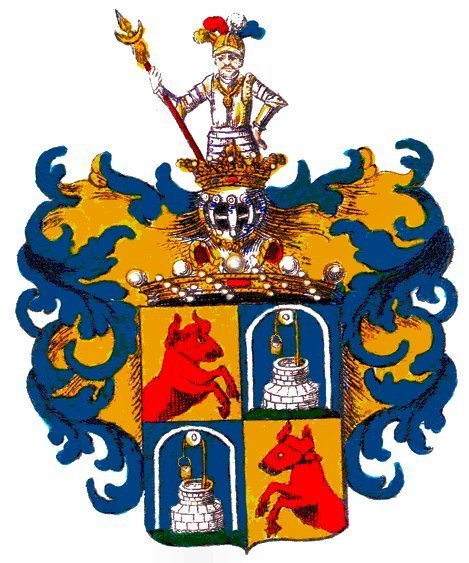
Erb uherských baronů Butz von Rolsberg 1734

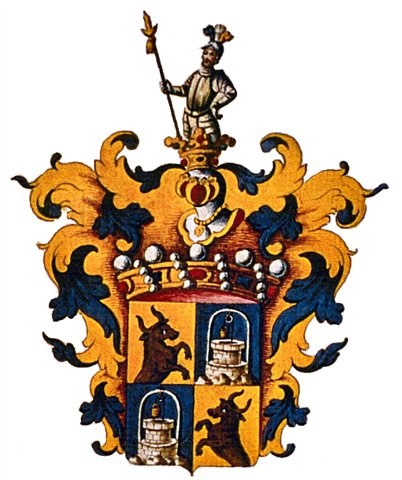
Erb baronů českých zemí Butzů z Rolsbergu 1781

Šlechtický rod Butzů (Putzů) z Rolsbergu, ve starých pramenech uvádění také jako Butz von Rohlsberg, Rollsperg, patřili mezi rakouskou šlechtu pocházející z Porýní a Vestfálska, která je poprvé zmiňována již počátkem 15. století

## Historie
Nejstarší známý předek Butzů z Rolsbergu byl Petr Butz z Rohlsberghu, císařský hejtman pocházející z Vestfálského knížectví v Německu, který zemřel dne 12. prosince 1419 u Drolshagenu, kde byl v místním kostele pochován. Již on byl nositelem rodinného erbu.
Do šlechtického stavu byl Petr Butz z Rollsbergu povýšen dne 20. března 1472. Své panské sídlo si páni z Rolsbergu postavili pod zříceninou hradu Staufenberg (v Hesensku). Dodnes stojící tzv. Dolní Hrad dnes slouží jako hradní hotel Hotel Burg Staufenberg.
Rodina složila dlouhou dobu především ve vojenské službě. Jan Butz z Rolsbergu (1585–1621) tak zemřel v císařských vojenských službách, jeho syn Jan Jindřich Butz z Rolsbergu (1610–1645) podlehl válečným zraněním v hodnosti plukovníka.
V dějinách rodu bylo také několik duchovních hodnostářů a politiků.
Císař Leopold I. povýšil 23. srpna 1694 Gerharda Jindřicha Butze do rytířského stavu s udělením predikátu "von Rolsberg" a inkolátu pro české země. Jmenovaný zastával úřad císařského poštmistra ve Slavonicích, a protože neměl mužských potomků, adoptoval své synovce Heřmana a Mathiase Heinricha. Ty pak ustanovil univerzálními dědici, načež je císař Josef I. rovněž povýšil 4. prosince 1706 do rytířského stavu s udělením inkolátu. Matyáš Jindřich byl pak 30. prosince 1734 povýšen do uherského panského stavu a jeho potomek Maxmilián Butz císařem Josefem II. 7. srpna 1781 též do panského stavu českých zemí. V roce 1792 koupil od Tetzlernů allodní statek Litultovice a přesídlil na Opavsko. Zde žili Rolsbergovi až do vyvlastnění a odsunu v roce 1945.
Potomci rodu žijí dnes v Německu, Francii, Kanadě a Rakousku.

## Erby
1694: zlato-modře čtvrcený štít, v 1. a 4. zlatém poli introspektivní hnědý býk, v 2. a 3. modrém poli z šedých kvádrů vyvedená studna s okovy.
1734: zlato-modře čtvrcený štít, v 1. a 4. zlatém poli s vyskakujícím červeným volem a ve 2. a 3. poli se stříbrnou kvádrovanou studnou s dvěma okovy.
1781: zlato-modře čtvrcený štít, v 1. a 4. zlatém poli s vyskakujícím hnědým volem a ve 2. a 3. poli na vrcholu bílého kopečku vyvedená kulatá bílá kvádrovaná studna se zlatým vědrem a stříbrným okovem.

## Krátké životopisy

### Gerhard Jindřich Butz z Rolsbergu
Syn Jana Jindřicha Gerhard Jindřich rytíř Butz z Rolsbergu (1637–1710) byl původně kyrysníkem osobní stráže papeže Alexandra VII., v roce 1662 přestoupil k rakouské armádě regimentu knížete Bräunerschena a vyznamenal se zejména v boji proti Turkům u Sv. Gotthardu v Uhrách (1664). Jako odměnu za své služby získal místo císařského poštmistra ve Slavonicích. Ta se v této době i později nacházela na náměstí na místě domu, kde dnes stojí fara. Roku 1682 v době zvýšeného tureckého nebezpečí, kdy se i měšťané ozbrojili a cvičili ve zbrani, byl zvolen pro své vojenské zkušenosti vojenským hejtmanem města Slavonice.
Dne 23. 8. 1694 jej císař Leopold I. povýšil do rytířského stavu s přídomkem „z Rolsbergu“ a zároveň mu udělil inkolát v českých zemích.
Dne 14. září 1694 kupuje za 35 500 zlatých rýnských od Gottfrieda Ernsta z Walddorfu panství Kostelní Vydří spolu s Volfířovem v jihlavském kraji (do roku 1825). V roce 1709 pak Borovnou za 21 000 zlatých a spolu se svou chotí Marií Helenou rozenou Hildebrandovou z Rojníku staví ve Slavonickém kostele kapli sv. Antonína (1708), aby sloužila jako jejich rodinná hrobka. Roku 1709 také postavil na návrh generála karmelitánů hraběte Karla Felixe Slavaty kapli nad Kostelním Vydřím, která se stala základem pozdějšího mariánského poutního místa.
Za jeho úředního působení byla zřízena poštovní mezistanice v Písečném. Protože byl bezdětný, odkázal všechen svůj majetek synovci Matyáši Jindřichovi, kterého adoptoval. Pohřben byl podle svého přání v kapli sv. Antonína ve slavonickém kostele.

### Matyáš Jindřich Butz z Rolsbergu
Matyáš Jindřich Butz z Rolsbergu  (* 20. ledna 1673 ve Slavonicích; † 20. srpna 1748 na zámku Maříž) svobodný pán a císařský poštmistr, synovec a adoptivní syn Gerharda Jindřicha Butze z Rolsperka, po kterém zdědil statky Kostelní Vydří a Borovnou. Sám pak v roce 1713 ještě za 16 000 zlatých přikoupil statek Maříž), kde nechal roku 1717 přestavět zámek. Po svém strýci také převzal úřad poštmistra ve Slavonicích. Jako bohatý obyvatel města věnoval farnímu kostelu roku 1718 varhany. Roku 1721 prodal statek Borovnou za 24 500 zlatých majiteli Telče, hraběti Františku Antonínu Lichtenštejn-Kastelkornovi, jenž statek připojil ke svému telčskému panství.
Roku 1734 byl Matyáš Jindřich povýšen císařem Karlem VI. do stavu svobodných pánů v Uhrách a obdržel též uherský indigenát. Trvalou slávu si získal stavbou poutního mariánského kostela v Kostelní Vydří. Jako vážená osoba často rozsuzoval ve Slavonicích spory, např. roku 1740 mezi městskou radou a měšťany. Od roku 1740 až do své smrti byl pověřen administrací zadluženého telčského panství, k čemuž složil kauci 10 500 zl. Pohřben byl v kapli sv. Antonína ve slavonickém farním kostele.

#### Synové Matyáše Jindřicha
- Heřman Antonín baron Butz z Rolsbergu (* 23. července 1702 ve Slavonicích; † 6. února 1780 v Batelově)
- Josef Ignác Baron Butz z Rolsbergu (* 1708 ve Slavonicích; † 1793 v Olomouci, pochován v Kostelním Vydří)
- Jan Matyáš Butz z Rolsbergu (1712–1803)

### Maxmilián Josef František Butz z Rolsbergu
Maxmilián Josef František Butz z Rolsbergu (* 5. září 1739 ve Slavonicích; † 15. března 1797 na zámku v Litultovicích)
- Adam baron Butz z Rolsbergu (1741–1826)
- Antonín baron Butz z Rolsbergu (* 11. července 1742 v Uherském Hradišti); † 13. ledna 1815 v Olomouci)

Antonín svobodný pán Butz z Rolsbergu (* 8. července 1771; † 31. prosince 1843)
Filip Maria Josef František svob. p. Butz z Rolsbergu, c. k. nadporučík (* 27. srpna 1772 ve Slavonicích; † 28. srpna 1809 v Kroměříži)

### Maxmilián Antonín Butz z Rolsbergu
Maxmilián Antonín Butz, svob. pán z Rolsbergu (* 30. března 1804 ve Vierhofenu; † 21. dubna 1872 v Opavě) byl synem Filipa Theodora Butze, svob. p. z Rolsbergu, hejtmana zemských stavů na Moravě s uherským indigenátem, a jeho manželky Josefy, roz. Magino. Po vysokoškolských studiích hospodářského zaměření ve Vídni se horlivě angažoval v mnoha společnostech a spolcích zejména zemědělského typu. Přispěl také k ustavení Rolnické akciové společnosti k výrobě řepného cukru ve Vávrovicích, byl jejím prvním předsedou a zasloužil se o výstavbu vávrovického cukrovaru (1869). Stal se členem výboru Zemědělského svazu rakousko-uherského. Zastával funkci prezidiálního koncipisty uherské dvorské komory, rady arcibiskupské lenní komory, komendora papežského Gregoriánského řádu, poslance moravského zemského sněmu.

### Karel Boromeus Ferdinand Butz z Rolsbergu
Karel Boromejský Ferdinand Butz, svob. pán z Rolsbergu na Litultovicích a Lhotce (1852–1921) byl jeden ze 4 dětí, které měl Maxmilián Butz s mladičkou manželkou Antonií Cornidese z Krempachu (1827–1870). Ve Vídni absolvoval na univerzitě studia práv a také vysokou školu zemědělskou. Potom se ujal ve vlastní režii hospodaření na otcovském statku Litultovice-Lhotka. Staral se o prospěch obce Litultovice a byl proto několikrát zvolen jejím starostou. Za okres opavsko-krnovský byl v roce 1891 zvolen poslancem říšské rady, od roku 1908 předsedou české Národní rady pro Slezsko. V roce 1896 stál u zrodu české Ústřední hospodářské společnosti pro vévodství slezské a také zvolen jejím prvním předsedou. Hájil stavovské zájmy českých zemědělských spolků především na Opavsku.